# 非圧縮
非圧縮（ひあっしゅく）とは、データ圧縮をかけない方法のこと。無圧縮（むあっしゅく）とも呼ばれる。静止画像ではBMP、音声ではWAVやAIFFなどが代表的な非圧縮フォーマットである。
データを圧縮しないため、非可逆圧縮や可逆圧縮に比べてデータサイズが大きくなるが、その分データの欠落・改変がなく、高い再現性が期待できる。また、展開処理が必要ない為、環境によってはデバイスの消費電力を抑えられる利点もある（ただしデータサイズが大きいゆえ、アクセス頻度が増えて消費電力が増大するケースも多い）。